# Gerard Lukken
Gerardus Maria Lukken ('s-Gravenhage, 8 februari 1933) is een rooms-katholieke emeritus hoogleraar liturgie en sacramententheologie.

## Biografie
Lukken studeerde filosofie, theologie en liturgie aan het Groot Seminarie te Haaren (Noord-Brabant), de Gregoriaanse Universiteit te Rome en het Liturgisch Instituut te Parijs. Van 1957 tot 1959 was hij pastor te Veghel en godsdienstleraar op het Zwijssencollege in die plaats. Van 1964 tot 1967 doceerde hij Liturgie en Sacramententheologie op het Groot Seminarie in Haaren; tevens was hij van 1964 tot 1965 conrector van het R.K. Gasthuis in Oisterwijk en van 1966 tot 1967 docent pastoraalliturgie aan het Gemeenschappelijk Instituut voor Theologie (GIT) in Tilburg.
Van 1967 tot 1980 was Lukken lector, daarna van 1980 tot 1994 hoogleraar Liturgie- en Sacramententheologie aan de Theologische Faculteit Tilburg (TFT). Sinds 2007 is deze faculteit geïntegreerd in de Faculteit Geesteswetenschappen (FGW) en de Faculteit Katholieke Theologie (FKT) van de Universiteit van Tilburg (UvT). In deze periode was hij rechtstreeks betrokken bij de liturgievernieuwing in Nederland als lid van het dagelijks bestuur en vervolgens voorzitter van de Nederlandse Commissie voor Liturgie (NCL) en daarna als lid van de Adviesraad van de Nationale Raad voor Liturgie (NRL). Ook werd hij redactielid en vervolgens hoofdredacteur van de Werkmap voor Liturgie waarin experimentele liturgische rituelen werden gepubliceerd en geëvalueerd. Tevens was hij lid van de redactie van het Jaarboek voor liturgie-onderzoek en redacteur van de sectie liturgie van het internationale tijdschrift Concilium.
In 1992 richtte hij het interuniversitair Liturgisch Instituut op voor de coördinatie en versterking van het landelijk liturgisch onderzoek (nu Instituut voor Rituele en Liturgische Studies; in 2015 verhuisde dit Instituut van de Universiteit van Tilburg naar de Protestantse Theologische Universiteit in Amsterdam (zie www.pthu.nl/irilis)). Tot 1994 was hij directeur van dit instituut. Het instituut startte een internationale wetenschappelijke reeks onder de naam Liturgia condenda waarin intussen 29 delen verschenen zijn. Daarnaast begon het instituut met een Nederlandstalige reeks onder de naam Liturgie in perspectief, die later werd voortgezet onder de naam Meander. 
Lukken richtte zich in zijn wetenschappelijk onderzoek op twee hoofdaccenten: enerzijds de vraag naar de zin, de functie en de betekenis van het ritueel in het algemeen en van de liturgie in het bijzonder. Hij liet zich daarbij inspireren door antropologische inzichten. Anderzijds is zijn aandacht uitgegaan naar methodische vernieuwing. Omdat men naar zijn mening bij het liturgisch onderzoek niet kon volstaan met de klassieke literair historische methode richtte hij zich op de semiotiek van de Franse school van Algirdas Greimas. Deze had een homogeen en interdisciplinair begrippenapparaat ontwikkeld dat het mogelijk maakte niet alleen literaire, maar ook niet-talige objecten te analyseren. Op die manier kon meer recht worden gedaan aan complexe objecten als rituelen waarin ook de ruimte, beweging, gebaren, kleding, voorwerpen, geluid, muziek en dergelijke een belangrijke rol spelen. 
Omdat in de jaren zeventig ook andere disciplines zoals Bijbelexegese en catechetiek in de Franse semiotiek geïnteresseerd waren, werd aan de Theologische Faculteit Tilburg een onderzoeksgroep opgericht onder de naam SEMANET (SEMiotische Analyse door NEderlandse Theologen) die nauw contact onderhield met het Centre pour l’Analyse du Discours Religieux (CADIR) van het Institut Catholique in Lyon. Vanaf 1980 werd SEMANET een interuniversitaire onderzoeksgroep waarin onderzoekers van de Theologische Faculteit Tilburg en de Katholieke Theologische Universiteit Utrecht, die in 2007 werd geïntegreerd in de Faculteit Katholieke Theologie van de Universiteit Tilburg, samenwerkten. Gerard Lukken was vanaf het begin een stimulator van deze interdisciplinaire werkgroep en ontwikkelde zich tot promotor van de ‘greimassiaanse’ semiotiek.

## Publicaties (selectie)
Original Sin in the Roman liturgy. Research into the theology of Original Sin in the Roman sacramentaria and the early baptismal liturgy, Leiden 1973
De onvervangbare weg van de liturgie, Hilversum 1980 (2e herziene druk 1984)
Geen leven zonder rituelen. Antropologische beschouwingen met het oog op de christelijke liturgie (= Tweede serie Geestelijke Volksgezondheid 2-24), Baarn 1984 (2e en 3e druk Hilversum 1986 en 1988)
(Red.) Semiotiek en christelijke uitingsvormen. De semiotiek van A.J. Greimas en de Parijse school toegepast op Bijbel en liturgie, Hilversum 1987
Liturgie en zintuiglijkheid. Over de betekenis van lichamelijkheid in de liturgie, Hilversum 1990
(Samen met M. Searle) Semiotics and church architecture (= Liturgia condenda 1), Kampen 1993
Ontwikkelingen in de liturgiewetenschap. Balans en perspectief (= Liturgie in perspectief 1), Heeswijk-Dinther 1993
Per visibilia ad invisibilia. Anthropological, Theological and Semiotic Studies on the Liturgy and the Sacraments (= Liturgia condenda 2), Kampen 1994
Inculturatie en de toekomst van de liturgie (= Liturgie in perspectief 3), Heeswijk-Dinther 1994
(Samen met J. Maas) Luisteren tussen de regels. Een semiotische bijdrage aan de praktische theologie, Baarn 1996
Rituelen in overvloed. Een kritische bezinning op de plaats en de gestalte van het christelijk ritueel in onze cultuur, Baarn 1999  (herziene en uitgebreide Engelse editie: Rituals in abundance. Critical Reflections on the Place, Form and Identity of Christian Ritual in our Culture (= Liturgia condenda 17), Leuven 2005) 
Met de rug naar het volk. Liturgie na Vaticanum II in het spanningsveld van restauratie en vernieuwing, Heeswijk/Averbode 2010
(Samen met J. Maas) Dode, sta op, het licht van de morgen. Semiotische analyse van twee gezangen van Huub Oosterhuis: ‘De steppe zal bloeien’ en het Lied aan het licht (Netherlands Studies in Ritual and Liturgy), Groningen/Tilburg 2014